# Царицын, Константин Иванович
Константин Иванович Царицын (9 июля 1923 — 15 марта 2004) — старший сержант, командир орудия 339-го отдельного истребительно-противотанкового дивизиона 1-й стрелковой дивизии 70-й армии 1-го Белорусского фронта. Герой Советского Союза.

## Биография
Родился 9 июля 1923 года в деревне Колупаево (ныне Ржевского района Тверской области) в крестьянской семье. Член ВКП(б)/КПСС с 1942 года. Окончил 10 классов. Работал в Ленинграде учеником слесаря.
В Красной Армии с июля 1941 года. В действующей армии с ноября 1941 года.
Командир орудия 339-го отдельного истребительно-противотанкового дивизиона старший сержант Константин Царицын занял огневую позицию на шоссе Жабинка — Варшава у населённого пункта Бохукалы, расположенного северо-восточнее польского города Бяла-Подляска и 28-29 июля 1944 года отбивал попытки противника вырваться из окружения.
Указом Президиума Верховного Совета СССР от 26 октября 1944 года за образцовое выполнение боевых заданий командования на фронте борьбы с немецко-вражеским захватчиками и проявленные при этом мужество и героизм старшему сержанту Царицыну Константину Ивановичу присвоено звание Героя Советского Союза с вручением ордена Ленина и медали «Золотая Звезда».
После войны отважный воин-артиллерист демобилизован. В 1959 году окончил Ленинградский кораблестроительный институт. Жил в Санкт-Петербурге. До ухода на заслуженный отдых работал в конструкторском бюро. Умер 15 марта 2004 года. Похоронен на Киновеевском кладбище в Санкт-Петербурге.
Награждён орденами Ленина, Отечественной войны 1-й степени, медалями.